# 야구 장비
야구를 하는 데 필요한 경기 용구는 다음과 같다.

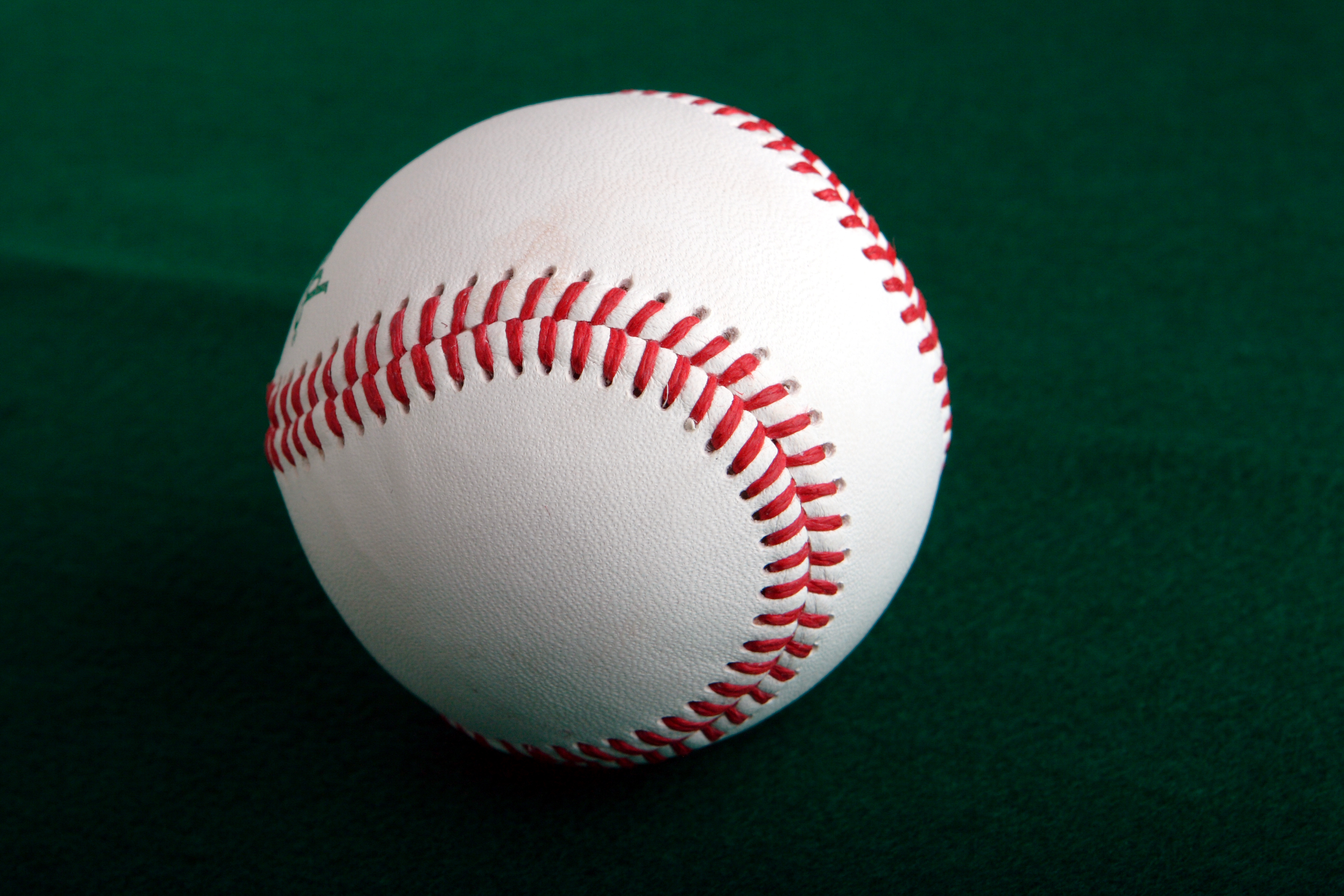
야구공은 경기를 하기 위해서 필수적인 경기 용구이다.

- 방망이 : 둥글며, 견고하게 나무로 만들어졌거나 속이 빈 알루미늄 방망이이다. 나무로 만들어진 방망이는 전통적으로 물푸레나무로 만들지만, 때때로 단풍나무로도 만들어진다. 알루미늄 방망이는 프로 리그에서는 사용할 수 없지만, 아마추어 리그에서는 빈번히 쓰인다. 나무를 압축시켜 만든 압축 방망이는 어떠한 리그에서도 쓸 수 없다. 한국에서는 일본어식 발음인 빳다나 빠따도 쓰인다.
- 공 : 코르크 심을 가죽으로 싸서 단단히 만든다.
- 베이스 : 내야의 4개의 모퉁이로, 캔버스 백(1루, 2루, 3루)과 고무판(본루)를 말하며, 주자는 이것을 차례대로 건드려 득점할 수 있다.
- 글러브 : 경기장 안의 선수들이 착용하는 가죽 장갑이다. 엄지과 검지 사이에 가죽 그물 모양의 '포켓'으로 막혀있어 공을 잡는 데 편리하다.
- 포수 미트 : 포수가 착용하는 가죽 미트이다. 이 미트는 보통 선수의 글러브보다 더 넓으며 4개의 손가락이 연결되어 있다.
- 1루수 미트 : 1루수가 착용하는 가죽 미트이다. 이 미트는 보통 선수의 글러브보다 크다. 4개의 손가락이 연결되어 있다. 1루수의 미트는 표준 글러브에 작은 부분을 더 채워 넣은 것이다.
- 타자용 장갑 : 타자의 양쪽 손에 착용하는 장갑이다.
- 타자용 헬멧 : 타자가 투수가 던지는 공으로부터 머리와 귀를 보호하기 위해서 착용하는 헬멧이다. 아마추어들이 착용하는 헬맷은 주로 양쪽 귀가 전부 막혀있지만, 프로들이 착용하는 헬멧은 주로 한쪽 귀만 막혀있다.
- 야구모 : 모든 선수들과 감독과 코치가 착용하는 모자이다. 햇빛을 가리기 위해서 만들어졌으며, 이 모자들은 일반 대중들에게 인기있게 되었다.
- 포수 헬멧 : 포수가 얼굴과 머리를 보호하는 용도로 착용하는 헬멧이다.
- 유니폼 : 모든 선수들과 감독과 코치가 착용하는 셔츠와 바지이다. 각각의 팀은 일반적으로 고유한 패턴과 디자인을 가진다. 전통적으로, 홈팀의 유니폼은 흰색과 팀의 별칭, 그리고 원정팀은 회색(일반적으로 쓰지만, 항상은 아니다.)과 팀의 연고지가 있는 유니폼을 입는다. 벨트 또한 착용한다.
- 슬라이딩 셔츠 : 선수가 베이스를 향해 슬라이딩을 할 때 넓적다리를 보호하기 위해서 착용하는 것이다.
- 야구화 : 야구할 때 강한 접지력을 위해 신는 신발이다.

## 같이 보기
- 야구
- 야구장
- 야구의 포지션
- 야구 글러브
- 야구공